# Pasopaya
Pasopaya ist eine Ortschaft im Departamento Chuquisaca im südamerikanischen Andenstaat Bolivien.

## Lage
Pasopaya liegt in der Provinz Jaime Zudáñez und ist zentraler Ort des Cantón Pasopaya im Municipio Presto. Die Ortschaft liegt in einer Höhe von 2470 m auf einer Anhöhe zwischen dem Río Quirosillos nördlich und dem Río Agua de Castillo im Süden der Ortschaft, die beide flussabwärts zum Río Khara Cachani zusammenfließen. Nach Nordwesten erstreckt sich bis zur Ortschaft Aiquile die Sierra de Catatiri, die Höhen bis 3.350 Meter erreicht.

## Geographie
Pasopaya liegt im südlichen Teil der Gebirgskette der Cordillera Central im Übergangsbereich zum bolivianischen Tiefland. Die Region weist ein typisches Tageszeitenklima auf, bei dem die Temperaturschwankungen im Tagesverlauf stärker ausfallen als die durchschnittlichen Temperaturschwankungen im Jahresverlauf.
Die mittlere Durchschnittstemperatur der Region liegt bei etwa 18 °C (siehe Klimadiagramm Icla), sie liegt bei milden 15 °C im Juni und Juli und erreicht etwa 20 °C von Oktober bis März. Der Jahresniederschlag beträgt knapp 600 mm, bei einer ausgeprägten Trockenzeit von Mai bis August mit Monatsniederschlägen unter 10 mm, und einer Feuchtezeit von Dezember bis Februar mit 100 bis 120 mm Monatsniederschlag.

## Verkehrsnetz
Pasopaya liegt in einer Entfernung von 136 Straßenkilometern nordöstlich von Sucre, der Hauptstadt Boliviens und des Departamentos.
Von Sucre aus nach Osten führt die 976 Kilometer lange Nationalstraße Ruta 6, die Sucre mit dem bolivianischen Tiefland verbindet, und erreicht die Stadt Tarabuco nach 67 Kilometern. Von Tarabuco aus führt eine Landstraße in nördlicher Richtung bis zu der Ortschaft Presto und von dort über Höhen von mehr als 3150 m weiter Richtung Pasopaya. Nach 25 Kilometern teilt sich die Straße, sie führt auf der nordwestlichen Seite elf Kilometer talabwärts bis Pasopaya, nach Osten über 22 Kilometer auf weiteren Höhenrücken nach Rodeo El Palmar.

## Bevölkerung
Die Einwohnerzahl der Ortschaft ist in dem Jahrzehnt zwischen den beiden letzten Volkszählungen um etwa die Hälfte angestiegen:
| Jahr | Einwohner         | Quelle       |
| ---- | ----------------- | ------------ |
| 1992 | keine Detaildaten | Volkszählung |
| 2001 | 537               | Volkszählung |
| 2012 | 797               | Volkszählung |
| 2024 |                   | Volkszählung |

Die Region weist einen hohen Anteil an Quechua-Bevölkerung auf, im Municipio Presto sprechen 99,2 Prozent der Bevölkerung Quechua.